# Жосани (Кабешти)
Жосани (рум. Josani) насеље је у Румунији у округу Бихор у општини Кабешти. Oпштина се налази на надморској висини од 202 m.

## Становништво
Према подацима из 2002. године у насељу је живело 336 становника, од којих су сви румунске националности.